# Vilanova de Arousa (kommun)
Vilanova de Arousa är en kommun i Spanien. Den ligger i provinsen Pontevedra i den autonoma regionen Galicien i nordvästra delen av landet, 500 km väster om huvudstaden Madrid. Antalet invånare är 10 225 (2024). Arean är 33,65 kvadratkilometer.